# Phyllocnistis oxyopa
Phyllocnistis oxyopa là một loài bướm đêm thuộc họ Gracillariidae, known from Maharashtra, Ấn Độ. Nó được đặt tên bởi E. Meyrick năm 1918.